# 趙德賢
趙德賢（韓語：조덕현，1967年5月29日—），韓國男演員。

## 演出作品

### 電視劇
- 2003年：KBS《珍珠項鍊》飾演 崔大翰
- 2007年：KBS《仁順真漂亮》飾演 高在植
- 2008年：MBC《你是誰》飾演 皮司機
- 2008年：tvN《角力》
- 2010年：SBS《壞男人》飾演 朴檢察官
- 2012年：SBS《傻瓜媽媽》飾演 金管家
- 2012年：MBC《馬醫》飾演 李馨益
- 2012年：MBC《想你》飾演 南義中
- 2013年：OCN《The Virus》飾演 黃善熟
- 2013年：JTBC《宮中殘酷史－花的戰爭》飾演 鄭命壽
- 2013年：SBS《聽見你的聲音》飾演 朴朱赫
- 2014年：KBS《黃金交叉》飾演 郭大秀
- 2014年：KBS《Trot戀人》飾演 金友甲
- 2014年：SBS《皮諾丘》飾演 朱沅具
- 2015年：KBS《Who Are You－學校2015》飾演 姜檢察官
- 2016年：KBS《Master－麵條之神》飾演 河正泰
- 2016年：MBC《給予幸福的人》
- 2017年：MBC《小偷傢伙，小偷大人》飾演 張燦基
- 2018年：tvN《金秘書為何那樣》飾演 金英滿
- 2018年：KBS《讓開，命運啊》飾演 李尚賢
- 2019年：SBS《Big Issue》飾演 金院長
- 2023年：SBS《災後調查日誌2》飾演 （特別出演）

### 電影
- 1999年：《生死諜變》
- 2001年：《杀手公司》
- 2003年：《去火星的男人》
- 2004年：《木埔是港口》
- 2005年：《歡迎來到東莫村》
- 2006年：《赤腳的基豐》
- 2006年：《同伙》
- 2007年：《不好的家》
- 2007年：《高招對決》
- 2007年：《率性而活》
- 2007年：《七日綁票令（朝鲜语：세븐 데이즈 (2007년 영화)）》飾演 Bourse鄭
- 2008年：《傻瓜》
- 2008年：《惡緣,踏上通往地獄的列車》
- 2008年：《那個男人的書第198頁》
- 2009年：《作戰（朝鲜语：작전 (영화)）》(股神戰場)
- 2009年：《早安總統》
- 2010年：《加油站襲擊事件2》
- 2010年：《猜謎王》
- 2010年：《不良男女》
- 2012年：《咖啡》
- 2012年：《鐵線蟲入侵》
- 2013年：《7號房的禮物》
- 2015年：《辣手警探》
- 2016年：《機器人，聲音》

## 外部連結
- NAVER （页面存档备份，存于）